# Ромодановский-Ладыженский, Александр Николаевич
Александр Николаевич Ромодановский-Ладыженский (ок. 1764 — после 1801) — генерал-лейтенант русской императорской армии.

## Биография
Воспитывался в Пажеском корпусе, в службу был записан в 1770 году; 7 августа 1783 года из камер-пажей выпущен поручиком в Конную гвардию, в 1789 году был произведён в ротмистры, а 1 января 1795 года переведён в армию полковником.
С 1795 по 9 декабря 1797 года был командиром Оренбургского драгунского полка. С 25 октября 1798 года по 23 января 1799 года был шефом Кирасирского своего имени (4-й Харьковский уланский) полка, а с 23 января 1799 года по 31 марта 1801 года — шефом другого Кирасирского своего имени (14-й драгунский Малороссийский) полка; с 1800 года — генерал-лейтенант.
Был женат на воспитаннице (внебрачной дочери) своего холостого дяди Петра Исаевича Шафирова — Варваре Петровне Фировой. Они имели двух сыновей Константина (паж 1827) и Юрия (? — после 1862) — и трёх дочерей. Род его пресёкся.